# 日本萌系動畫
日本萌系動畫是日本動畫当中的一種類型，它們「輕劇情重人物」，以性格各式各樣的角色為賣點，希望達至讓觀眾被萌倒的效果。
只要日本動畫當中有讓觀眾感到十分可愛的女性角色登場，令其被萌倒，該動畫即符合廣義萌系動畫的定義。但「何謂萌」這一點有著各式各樣的意見，且十分主觀，故相關定義欠缺精準。

## 概論
「日本萌系動畫」是日本動畫当中的一種類型。2004年7月，《萌罐》以「差不多能獨成一類」去形容這一類別的動畫。此外在2005年左右，深夜動畫當中萌系動畫的佔比有增加趨勢。到了2009年，關東地區播放的深夜動畫當中，有50%以上為萌系動畫。
「萌」本身較講究細微的要素。於是甚至出現了認為「不這樣做是不行的」的製作者。具體而言，萌系動畫的製作者較為重視人物外表（例如呆毛之类的特徵、角色設計是否符合萌繪的要求）、姿態、性格、角色之間的關係。他們會避免去描寫跟設定不一樣的角色，在創作方面不能太偏離。與此同時，他們十分重視刻畫角色的萌屬性及一系列插曲。部分製作者不重視故事的平衡及真實性。雖有着故事性薄弱，只靠萌系角色便獲得高評價的作品，但另一方面，也有充滿萌要素卻被世人遺忘的作品。这便跟市场营销學有關，實際上即使品牌口碑好及充分利用廣告宣傳策略，產品本身也不一定能夠暢買。

## 表達傾向
很多事物皆能讓人覺得萌，萌的對象範圍不僅包含虛構人物和偶像，還有被死物萌倒的例子，「工廠萌」便是其中一例。但萌的對象主要是美少女角色，故此萌系動畫是指有大量讓人覺得漂亮可愛的女性角色登場的動畫。沒有任何女角登場的動畫可稱之為「逆萌動畫」。但也有以美少女角色為故事中心的非萌系動畫。此外面向女童的動畫當中很多皆有大量女性角色登場，它們是否屬於萌系動畫則因個別情況而異。
萌可能包含一些性的要素在內——有意見認為萌系動畫即等同「美少女不斷露胸的動畫」。日本深夜播放的萌系動畫當中不少包含了带情色意味的場景，例如泡海水浴或溫泉、女角倒下之後出現的裙底風光、帶性暗示的場景。當中有些甚至迫近電視台可容許範圍的界線。這些也可以歸作「萌」。
但對於一些人而言，情色不是萌的必要條件，過多的性描寫反而萌不起來，他們認為應以「萌情色」（萌エロ）來特指之。深夜動畫當中有部分因過激的性描寫而需要受到規制，他們認為這類在電視台上播放不了的萌系動畫可歸作「萌情色」或「情色」。另一方面，由於有人把萌跟情色兩者等同，故此，登場女性角色都很可愛但一點也不情色的動畫是否屬於「萌系動畫」這一點仍有爭議。

## 前史

### 起源
除了動畫，電影及戯劇界當中一直都有以美少女作主題的作品。男性本來就有著觀賞漂亮可愛的女性的欲望，萌系動畫的興起令相關欲望變得更為具體明顯。這類型的動畫在「御宅族」等術語出現之前便一直存在，且並不罕見。例如精神科医師齋藤環分析指，1958年公映的首部日本動畫電影《白蛇傳》包含了激起觀眾性方面的感受的內容。於後來製作多部動畫電影的宮崎駿曾觀賞過這部作品，並對之「又愛又恨」。齋藤環進一步分析指，這一種感情就是對角色的「萌」。

### 1980年代
1980年代中期，人們開始把熱衷於動畫等娛樂的人稱為「御宅族」。儘管魔法少女動畫为少女向動畫的代表之一，但1982年的《魔法小仙子》及1983年的《魔法小天使》皆贏得成年男性的好評，此時人們終意識到世上有一群「迷上動畫美少女角色的御宅族」。1980年代，家用錄影機在日本開始普及，OVA市場因此出現大幅增長。與此同時，很多製作者為了一眾會購買動畫錄影帶的粉絲，而特意讓當中的美少女角色穿著曝露的衣裝，進一步帶動OVA市場發展。

### 1990年代
「萌」的詞源眾說紛紜，仍未可知，一般推測是在1990年前後開始普及。於1992年開始播映的女童向電視動畫《美少女戰士》不僅得到了廣大少女的好評，還吸引了一眾男性動畫迷。有一說認為「萌」一詞源自於《美少女戰士》第3期角色土萌螢的姓氏。土萌螢的悲慘遭遇讓她容易被觀眾同情，便成了粉絲「萌」的對象。
1990年的電視動畫《冒險少女娜汀亞》在「萌系動畫」等術語出現之前就已開始播映，有意見認為此一作品為萌系動畫的始祖之一。此一作品由於OVA熱潮中處於領先地位的Gainax負責製作。這間公司後來製作了掀起熱潮的《新世紀福音戰士》，於1995年首度播出。《新世紀福音戰士》是一部講述少年少女們於殘酷的戰爭中，與可怕不明敵人「使徒」進行戰鬥的作品。當中的角色受到很大的歡迎，導致了後續動畫泛濫的「萌」，並影響了很多以萌作賣點的動畫。

### 2000年代
在《新世紀福音戰士》之後的一段時間，能夠讓观眾感受到萌的作品大多都留有「為狂熱粉絲而創作」的意識。此一情況在1999年左右出現了變化——當時相關作品出現了粗製濫造的傾向，令他們敬而遠之。另一方面，開始有製作者以此為契機，開始創作針對輕度動畫粉絲的萌系動畫，並取得成功。2001年的深夜動畫《妹妹公主》是日本美少女遊戲雜誌《電擊G's雜誌》的一個讀者參加計劃所衍生的作品，其內容——「男主角被12個妹妹包圍並一起過活」——令動畫業界開始出現動搖，並開始認為將來類似的作品有可能會成為主流。但在2001年「萌物」尚未正式成為動畫的一種類型，有意見認為在2002年的《魔法護士小麥》播映之後，萌糸動畫才出現急速發展的趨勢。在1999至2002年，跟萌糸作品有關的日本動畫公司Broccoli的業積增長了3倍，顯示這段期間萌系產業進入了一個新的境地。
此外有觀點認為深夜動畫的增長跟具有輕鬆氣氛的萌系動畫是有關係的。評論者表示因為上班族下班回家之後不會想再觀看令人感到沉重的動畫的缘故，故此深夜動畫當中便有了萌系動畫的市場需求。

## 萌系動畫史

### 2000年代
2000年代後期出現了像《幸運☆星》及《K-ON！輕音部》般，只以女性角色為中心的萌系動畫。

### 2010年代
由於以「萌」作主打的《Manga Time Kirara》系漫畫出现動畫化潮流，故此萌系動畫於2010年代也有增長趨勢，當中又以2013年的《黃金拼圖》及2014年的《請問您今天要來點兔子嗎？》為代表作。
除此之外，BS11及BS富士於這段期間也積極參與深夜動畫的製作，故此BS電視頻道播映的萌系動畫出現了增長。

## 市場
2005年左右，由於萌系動畫數量急增，故此有關經濟規模便成了一門熱門話題。同年，濱銀綜合研究所的結論顯示，萌系動畫擁有達155億日元的市場規模。萌系相關產業（萌系漫畫及遊戲也計算在內）的市值则高達888億日元。此一结果隨即引來巨大反響。此一調查的範圍依賴研究者的主觀感受，以「包含很可愛的角色」及「非面向兒童」為選擇標準，且不把周邊及同人誌計算在内。
此外部分萌糸動畫的故事背景區域會成為愛好者的遊覽熱點（聖地巡禮）。也有以當地萌角色幫助地域振興的例子。
萌系動畫本身能夠彌補因少子化及單身人口增加，而導致的兒童向ACG市場縮小的問題。

## 相關雜誌
於1999年創刊的《Megami MAGAZINE》以萌糸動畫為中心主題。另外角川書店於2009年開始發行的月刊雜誌《娘TYPE》同以萌糸作品為中心話題。

### 書目
- . 別冊宝島421. 宝島社. 1999-01-03. ISBN 4-7966-9421-8.
- 斎藤環.  . 太田出版. 2000-04-27. ISBN 4-87233-513-9.
- 榎本秋（編） (编).   第1刷. 中経出版. 2009-06-05. ISBN 978-4-8061-3358-2.
- .  . 洋泉社MOOK vol.20. 洋泉社. 2011-05-09: 40–87頁. ISBN 978-4-86248-711-7.